# 鄂方智
鄂方智（Francis Lushington Norris，1864年9月1日—1945年7月2日）是一位英国圣公会传教士，圣公会华北教区主教。
鄂方智就读于温彻斯特公學和剑桥大学三一学院，1888年接受按立。他最初担任图克斯伯里修道院牧师，后来受英国圣公会差会（SPG）差遣，前往中国华北传教。1914年，他成为圣公会华北教区主教，并于1940年退休后定居上海。太平洋战争爆发后，鄂方智被日军关入上海龙华集中营。1945年7月2日在龙华集中营，鄂方智因感染肺炎去世。